# Wolverine Blues
Albums de Entombed
Clandestine
(1991) DCLXVI: To Ride Shoot Straight and Speak the Truth
(1997)
Wolverine Blues est le troisième album studio du groupe de Death metal suédois Entombed. L'album est sorti le 4 octobre 1993 sous le label Earache Records.
Cet album se démarque de ses prédécesseurs car il contient des éléments de Hard rock et de metal plus traditionnel. Ces éléments font de cet album un genre qui se rapproche du Death 'n' roll.
Malgré son nom, cet album n'a rien à voir et ne comporte aucune référence au personnage de Comics Marvel.
Selon le magazine Hard Rock 3 000 exemplaires de cet album avaient été vendus en France fin 1995.

## Musiciens
- Lars-Göran Petrov - Chant
- Uffe Cederlund - Guitare
- Alex Hellid - Guitare
- Lars Rosenberg - Basse
- Nicke Andersson - Batterie, Guitare

## Liste des morceaux
1. Eyemaster – 3:21
2. Rotten Soil – 3:27
3. Wolverine Blues – 2:16
4. Demon – 3:22
5. Contempt – 4:34
6. Full of Hell – 3:24
7. Blood Song – 3:25
8. Hollowman – 4:29
9. Heaven's Die – 4:17
10. Out of Hand – 3:07